# Monumento ai caduti dell'8 agosto 1848
Il monumento ai caduti dell'8 agosto 1848, conosciuto anche come il Popolano, è una statua bronzea collocata in piazza VIII Agosto a Bologna, all'ingresso del Parco della Montagnola. Opera di Pasquale Rizzoli datata 1903, venne modellata in ricordo del giorno in cui il popolo bolognese cacciò gli Austriaci dalla città dopo un conflitto a fuoco.

## Storia
L'opera ebbe un'inaugurazione controversa: fissata per l'8 agosto 1903, si venne poi a sapere che alla manifestazione avrebbero partecipato, pur non essendo invitate, le Associazioni Cattoliche. L'Unione Socialista, con l'adesione delle Società Operaie, promosse quindi una contro-manifestazione per il pomeriggio. In questo clima di protesta, l'inaugurazione fu quindi rimandata al 20 settembre.